# Joan Miquel Nadal
Joan Miquel Nadal Malé (Tarragona 24 de agosto de 1950) es un abogado y expolítico español. Fue Alcalde de Tarragona desde el año 1989 hasta 2007.

## Inicios
Licenciado en Derecho por la Universidad de Barcelona. Es especializado en derecho mercantil.  
En 1978 se afilió a Convergència Democratica de Catalunya fundado por Jordi Pujol y más tarde se afilió a Convergència i Unió.
En 1979 se inició como concejal por Convergencia i Unió en el Ayuntamiento de Tarragona, después de las primeras elecciones municipales democráticas, que se celebraban en España.

## Alcalde de Tarragona y otros cargos
En 1989 se convirtió en alcalde de Tarragona tras presentar una moción de censura contra el que fue el primer alcalde democrático de Tarragona, Josep Maria Recasens del Partido de los Socialistas de Cataluña, la moción fue apoyada por el Partido Popular y el Centro Democrático y Social.
Nadal, ganó las elecciones municipales de 1991, las de 1995 en donde obtuvo la mayoría absoluta, las de 1999 en donde volvió a tener mayoría absoluta y las del 2003 con que tuvo que pactar con el Partido Popular ya que perdió la mayoría absoluta.
En las elecciones generales de 1986,1990,1996 y 2000 fue elegido diputado por Tarragona y por Convergència i Unió en el Congreso de los Diputados, ejerció este cargo hasta el año 2000. También fue diputado autonómico en el Parlamento de Cataluña desde 2003 hasta 2010.

## Retirada de la política
En 2007 decidió no volverse a presentar por la alcaldía de Tarragona, después de 18 años como alcalde, continuó como diputado autonómico, hasta el año 2010 que se retiró de la política.

## Curiosidades
Su padre Rafael Nadal Company fue senador del Partido de los Socialistas de Cataluña por la provincia de Tarragona y actualmente su hijo Dídac Nadal es concejal en el Ayuntamiento de Tarragona por el Partit Demòcrata Europeu Català.